# ジエゴ・タルデッリ・マルチンス
ジエゴ・タルデッリ (Diego Tardelli) こと、ジエゴ・タルデッリ・マルチンス（Diego Tardelli Martins, 1985年5月10日 - ）は、ブラジル・サンタ・バルバラ・ドエステ出身のサッカー選手。元ブラジル代表。ポジションはフォワード。
ジエゴ・タルデリと表記されることもある。

## 経歴

### クラブ
サンパウロFCのユース出身で2003年にトップチームでデビュー。早くから才能を高く評価されていて、2005年のコパ・リベルタドーレスやワールドユースなどの舞台でゴールを挙げている。
2005年12月、リーガ・エスパニョーラのレアル・ベティスにレンタル移籍するも無得点と結果を出せず、レンタル期間を切り上げられブラジルのADサンカエターノへ再レンタル移籍される。翌シーズンにはオランダのPSVアイントホーフェンにレンタル移籍するが、リーグ優勝するチームとは裏腹にここでも結果を出せずに終わる。その後、サンパウロに復帰するが、以前のような輝きを見せる事が出来ずに出場機会は限られていった。
2008年1月、CRフラメンゴに移籍するがここでもなかなか結果が出せず、同年8月に右腕に大怪我を負い長期の離脱を余儀なくされる。約四ヶ月間の治療、リハビリの後に復帰するが、そこでもアピールに乏しい活躍しか出来ずわずか1年でフラメンゴを退団する。
2009年1月にアトレチコ・ミネイロに移籍。ここで復活を果たし、アドリアーノと共に全国選手権の得点王(19ゴール）となる。この活躍ぶりにセレソンの監督のドゥンガはセレソンに初招集、またヨーロッパのクラブからも再び注目を浴びた。
2011年3月、ロシア･プレミアリーグに所属するFCアンジ・マハチカラへ移籍。契約期間は4年 で、移籍金は未公表ながらも750万ユーロと伝えられた が、リーグ戦では13試合出場の無得点に終わった。
2015年1月17日、中国サッカー・スーパーリーグの山東魯能へ完全移籍することが発表された。移籍金は550万ユーロ (約7億5000万円) 。2018年10月28日、上海上港戦前の国歌斉唱中に、下を向き顔を触っていたとして1試合の出場停止処分を受けた。
2019年2月12日、グレミオFBPAに3年契約で移籍した。
2020年2月12日、アトレチコ・ミネイロに復帰した。

### 代表
2014年10月11日に北京で行われたスーペルクラシコ・デ・ラス・アメリカスのアルゼンチン戦で代表初ゴールを含む2ゴールを挙げた。

## 代表歴

### 出場大会
- U-20ブラジル代表
  - 2005年 - FIFAワールドユース選手権
- ブラジル代表
  - 2015年 - コパ・アメリカ

### 試合数
国際Aマッチ 10試合 3得点 (2009年 - )
| ブラジル代表 | 国際Aマッチ | 国際Aマッチ |
| 年           | 出場        | 得点        |
| ------------ | ----------- | ----------- |
| 2009         | 4           | 0           |
| 2010         | 1           | 0           |
| 2014         | 4           | 2           |
| 2015         | 1           | 1           |
| 通算         | 10          | 3           |

### 得点
| #  | 開催年月日     | 開催地     | 対戦チーム   | スコア | 結果  | 試合概要                               |
| -- | -------------- | ---------- | ------------ | ------ | ----- | -------------------------------------- |
| 1. | 2014年10月11日 | 北京       | アルゼンチン | 1-0    | ○ 2-0 | スーペルクラシコ・デ・ラス・アメリカス |
| 2. | 2014年10月11日 | 北京       | アルゼンチン | 2-0    | ○ 2-0 | スーペルクラシコ・デ・ラス・アメリカス |
| 3. | 2015年6月6日   | サンパウロ | メキシコ     | 2-0    | ○ 2-0 | 親善試合                               |

## タイトル

### クラブ
サンパウロFC
- カンピオナート・パウリスタ：2005
- コパ・リベルタドーレス：2005
- カンピオナート・ブラジレイロ：2007

PSVアイントホーフェン
- エールディヴィジ：2006-07

CRフラメンゴ
- カンピオナート・カリオカ：2008
- タッサ・グアナバラ：2008

アトレチコ・ミネイロ
- カンピオナート・ミネイロ：2010

### 個人
- カンピオナート・ブラジレイロ・セリエA得点王：2009